# Hellmut Deutz
Hellmut Deutz (ur. 14 sierpnia 1911) – niemiecki kierowca wyścigowy.

## Biografia
Deutz był właścicielem firmy dekarskiej w Lüdenscheid. W 1949 roku rozpoczął starty w Formule 3 jako kierowca Scampolo. W pierwszej połowie sezonu Deutz nie ukończył trzech wyścigów, ale w drugiej odniósł trzy zwycięstwa, a w klasyfikacji końcowej zajął szóste miejsce. W sezonie 1950 zmieniono przepisy Niemieckiej Formuły 3, a najbardziej konkurencyjne były wówczas samochody Scampolo, Monopoletta i Cooper T11. Deutz zajął w tamtym roku dwa drugie miejsca i siódme miejsce w klasyfikacji końcowej. W 1951 roku Niemiec nie odniósł większych sukcesów, jedynie wygrywając w Brunszwiku i zajmując piąte miejsce w Formule 3. W sezonie 1952 Deutz zmienił silnik DKW na jednostkę Norton i wygrał cztery wyścigi. W mistrzostwach Niemiec Deutz odniósł jedno zwycięstwo, co wystarczyło do zdobycia tytułu. W połowie lata reprezentował Niemcy w wyścigu Prescott Hill. Najlepszym rezultatem sezonu 1953 było trzecie miejsce w Hockenheim. Po 1954 roku Deutz zaprzestał ścigania.

## Wyniki
| Legenda oznaczeń w tabelach wyników Wyświetl szablon na nowej stronie | Legenda oznaczeń w tabelach wyników Wyświetl szablon na nowej stronie                                                                     |
| Oznaczenie                                                            | Wyjaśnienie |
| --------------------------------------------------------------------- | --- |
| Złoty                                                                 | Zwycięzca lub mistrzostwo |
| Srebrny                                                               | 2. miejsce lub wicemistrzostwo |
| Brązowy                                                               | 3. miejsce lub II wicemistrzostwo |
| Zielony                                                               | Ukończył, punktował (w klasyfikacji generalnej, gdy zdobył co najmniej jeden punkt na przestrzeni sezonu, poza trzema powyższymi opcjami) |
| Niebieski                                                             | Ukończył, nie punktował (w klasyfikacji generalnej, gdy nie zdobył co najmniej jednego punktu na przestrzeni sezonu)                      |
| Czerwony                                                              | Nie zakwalifikował się (NZ) |
| Czerwony                                                              | Nie prekwalifikował się (NPK) |
| Różowy                                                                | Nie ukończył (NU) |
| Różowy                                                                | Niesklasyfikowany (NS) (w klasyfikacji generalnej, gdy nie został sklasyfikowany w żadnym wyścigu sezonu)                                 |
| Czarny                                                                | Zdyskwalifikowany (DK) |
| Czarny                                                                | Wykluczony (WYK/EX) |
| Biały                                                                 | Nie wystartował (NW) |
| Biały                                                                 | Kontuzjowany (K/INJ) |
| Biały                                                                 | Wyścig odwołany (OD/C) |
| Bez koloru                                                            | Został wycofany (WYC/WD) |
| Bez koloru                                                            | Nie przybył (NP/DNA) |
| Bez koloru                                                            | Nie brał udziału w treningach (NT/DNP) |
| Bez koloru                                                            | Nie został zgłoszony (–) |
| Pogrubienie                                                           | Start z pole position |
| Kursywa                                                               | Najszybsze okrążenie wyścigu |
| †                                                                     | Nie ukończył, ale jego rezultat został zaliczony ze względu na przejechanie więcej niż 90% dystansu wyścigu.                              |
| *                                                                     | Sezon w trakcie |
| 1/2/3                                                                 | Punktowana pozycja w sprincie kwalifikacyjnym                                                                                             |
| Lista systemów punktacji Formuły 1                                    | |

### Niemiecka Formuła 3
| Rok  | Zespół        | Samochód     | Silnik | Wyniki w poszczególnych eliminacjach | Wyniki w poszczególnych eliminacjach | Wyniki w poszczególnych eliminacjach | Wyniki w poszczególnych eliminacjach | Wyniki w poszczególnych eliminacjach | Pkt. | Msc. |
| ---- | ------------- | ------------ | ------ | ------------------------------------ | ------------------------------------ | ------------------------------------ | ------------------------------------ | ------------------------------------ | ---- | ---- |
| 1950 |               |              |        |                                      |                                      |                                      |                                      |                                      | 4    | 7    |
| 1950 | Hellmut Deutz | Scampolo 501 | DKW    | -                                    | 4                                    | NU                                   | NU                                   |                                      | 4    | 7    |
| 1951 |               |              |        |                                      |                                      |                                      |                                      |                                      | 7    | 5    |
| 1951 | Hellmut Deutz | Scampolo 501 | DKW    | 8                                    | 8                                    | 2                                    | 7                                    | NU                                   | 7    | 5    |
| 1952 |               |              |        |                                      |                                      |                                      |                                      |                                      | 16   | 1    |
| 1952 | Hellmut Deutz | Scampolo 501 | DKW    | NU                                   | 4                                    | -                                    | -                                    |                                      | 16   | 1    |
| 1952 | Hellmut Deutz | Scampolo 502 | Norton | -                                    | -                                    | 1                                    | 5                                    |                                      | 16   | 1    |
| 1953 |               |              |        |                                      |                                      |                                      |                                      |                                      | 3    | 6    |
| 1953 | Hellmut Deutz | Scampolo 502 | Norton | 3                                    | NU                                   | ?                                    | 7                                    |                                      | 3    | 6    |

### Wschodnioniemiecka Formuła 3
| Rok  | Zespół        | Samochód     | Silnik | Wyniki w poszczególnych eliminacjach | Wyniki w poszczególnych eliminacjach | Wyniki w poszczególnych eliminacjach | Wyniki w poszczególnych eliminacjach | Wyniki w poszczególnych eliminacjach | Pkt. | Msc. |
| ---- | ------------- | ------------ | ------ | ------------------------------------ | ------------------------------------ | ------------------------------------ | ------------------------------------ | ------------------------------------ | ---- | ---- |
| 1950 |               |              |        |                                      |                                      |                                      |                                      |                                      | 0    | NS   |
| 1950 | Hellmut Deutz | Scampolo 501 | DKW    | -                                    | -                                    | -                                    | 4                                    | -                                    | 0    | NS   |
| 1951 |               |              |        |                                      |                                      |                                      |                                      |                                      | 0    | NS   |
| 1951 | Hellmut Deutz | Scampolo 501 | DKW    | -                                    | -                                    | -                                    | 4                                    |                                      | 0    | NS   |
| 1952 |               |              |        |                                      |                                      |                                      |                                      |                                      | 0    | NS   |
| 1952 | Hellmut Deutz | Scampolo 501 | DKW    | NU                                   | 1                                    | -                                    | -                                    |                                      | 0    | NS   |
| 1953 |               |              |        |                                      |                                      |                                      |                                      |                                      | 0    | NS   |
| 1953 | Hellmut Deutz | Scampolo 502 | Norton | -                                    | 4                                    | -                                    | -                                    | ?                                    | 0    | NS   |